# ASKfm
ASKfm là trang web mạng xã hội toàn cầu, nơi bạn tiểu sử và gửi những câu hỏi đến những người khác. Nó từng mang hình thức phương tiện truyền thông xã hội nặc danh, khuyến khích các câu hỏi được gửi dưới dạng nặc danh.
ASK.fm đã dừng hoạt động từ ngày 1/12/2024. Tuy nhiên, thông tin chi tiết về lý do dừng hoạt động không được công bố rộng rãi. Một số nguồn tin cho rằng nền tảng này đã gặp khó khăn trong việc duy trì hoạt động và thu hút người dùng trong bối cảnh cạnh tranh với các mạng xã hội khác. Ngoài ra, các vấn đề liên quan đến bảo mật và quyền riêng tư cũng có thể đã ảnh hưởng đến quyết định này.

## Lịch sử
Thành lập tại Latvia và được đưa vào hoạt động vào 16/06/2010, và là một đối thủ của Formspring. Chính thức vượt qua đối thủ của mình vào năm 2015 với 150 triệu người dùng hàng tháng và bắt đầu phổ biến vào năm 2012 và 2013.
Trang web đã được mua bởi Ask.com vào tháng 8 năm 2014.
Kể từ khi mua lại công ty đã thực hiện sự thay đổi hướng tới tính bảo mật và an toàn người dùng, bao gồm cả việc chia tay người sáng lập là Mark và Ilja Terebin và chủ động hợp tác với Bộ tư pháp New York nhằm tạo một kế hoạch nhiều bước để người dùng có thể tiếp cận một cách tự do và an toàn. ASKfm đã thành lập Ban cố vấn bảo mật đầu tiên, bao gồm John Carr OBE, Anne Collier, Marsali Hancock, Brian O'Neill và Justin Patchin. Vào tháng 2 năm 2015,  dưới sự chỉ đạo của Catherine Teitelbaum, Giám đốc Cán bộ Bảo mật và An toàn, ASKfm đã tài trợ Ngày Safer Internet Quốc tế đầu tiên  và đã khởi động chiến dịch #nobullies nhằm nâng cao nhận thức về chính sách không khoan nhượng của công ty đối với hành vi xâm hại trên các dịch vụ ASKfm.

## Mô tả

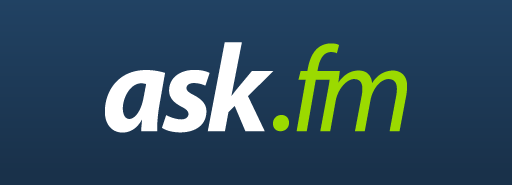
logo cũ

Tính đến ngày 8 tháng năm 2015, trang web có khoảng hơn 160 triệu người dùng với 25 tỷ câu hỏi và câu trả lời và 49 ngôn ngữ. Các ngôn ngữ phổ biến là: Tiếng Ả Rập, Tiếng Armenia, Azerbaijan, Tiếng Belarus, Tiếng Bengali, Tiếng Bồ Đào Nha, Tiếng Đan Mạch, Tiếng Trung giản thể, Tiếng Hoa, Tiếng Croat, Tiếng Séc, Đan Mạch, Tiếng Hà Lan, Tiếng Estonia, Tiếng Phần Lan, Tiếng Pháp, Tiếng Georgian, Tiếng Đức, Tiếng Hy Lạp, Tiếng Hindi, Tiếng Hung-ga-ri, Tiếng Ý, Tiếng Nhật, Tiếng Hàn, Tiếng Latvia, Tiếng Malayan, Tiếng Mông Cổ, Tiếng Ba Lan, Tiếng Ru-ma-ni, Tiếng Nga, Tiếng Ucraina.
Kể tử khi ASK.com mua trang này, nó đã dịch chuyển trụ sở chính từ Riga, Latvia đến Dublin, Ireland. Công ty đã chi hàng triệu đô la để xây dựng cơ sở hạ tầng và quy trình để nâng cấp trang web. Các giám đốc của ASKfm đã gặp Cục Trẻ em  để đảm bảo các bước đi phù hợp đang được thực hiện để "cải thiện đáng kể sự bảo vệ" trên trang web.